# دوبي مور
دوبي مور (بالإنجليزية: Dobie Moore)‏ هو لاعب كرة قاعدة أمريكي، ولد في 8 فبراير 1896 في أتلانتا في الولايات المتحدة، وتوفي في 1 أبريل 1963 في ديترويت في الولايات المتحدة.